# Cohoni
Cohoni är en ort i Bolivia.   Den ligger i departementet La Paz, i den centrala delen av landet, 400 km nordväst om huvudstaden Sucre. Cohoni ligger 3 854 meter över havet och antalet invånare är 1 051.
Terrängen runt Cohoni är mycket bergig. Runt Cohoni är det tätbefolkat, med 343 invånare per kvadratkilometer.. Närmaste större samhälle är Palca, 19,9 km nordväst om Cohoni. 
Trakten runt Cohoni består i huvudsak av gräsmarker.